# Stadionul Mario Alberto Kempes
Stadionul Mario Alberto Kempes, cunoscut în trecut ca Stadionul Córdoba și popular sub denumirea Stadionul Olimpic Chateau Carreras este un stadion în cartierul Chateau Carreras din Córdoba, Argentina.